# Echinopora fruticulosa
Espèce
Statut CITES
Echinopora fruticulosa est une espèce de coraux appartenant à la famille des Merulinidae ou la famille Faviidae.